# 葉子楣
葉子楣（英語：Amy Yip，1966年7月10日—），原名葉蘇群，外號「波霸」，香港女演員及歌手，1980至1990年代知名情色片演員，港產電影的主要性感象徵之一，憑一双爆奶在香港三級電影熱潮中奠定艷星席位。

## 背景

### 事業經歷
葉子楣的父母1959年由大陆过境抵港，居住在葵涌石籬邨第一座。父亲在石籬街市开了一家理发店，名為「為群理髮」，母亲在家带孩子。四个孩子中，叶子楣排行最小，上有两兄一姐。大哥在大陆由叔叔抚养成人后才到香港团聚；二哥叶苏明在大陆出生；姐姐叶斯云在香港出生。葉子楣曾就讀麗澤譚肇康紀念學校，小學畢業後升讀李求恩紀念中學。
葉子楣於1985年畢業第三期亞洲電視（亞視）訓練班（一年制），成為亞視基本藝員（两年合同），曾演出《三世人》、《胭脂淚》等亞視劇的三线小配角。1988年約滿後，她加入嘉禾電影公司，憑著名三級片《玉蒲團之偷情寶鑑》走紅，成為紅極一時的三級片艷星。1990年代中期，她與脊骨神經科醫生呂錫照認識後，開始淡出影壇。
葉子楣並非香港首位艷星，但她卻是唯一一位能擁有長期曝光率，在香港電影業步入1990年代的黃金時代時，多套電影均可看見她的演出，雖然角色多為二線，但其形像仍傳遍兩岸的華人社會，開啟了當時的艷星之風，亦反映華人社會在色情電影解禁初期，對胸部的追求和審美眼光。
2023年葉子楣開始復出，開始出席各種活動，接受電視台和電台採訪，上綜藝節目等等，並表示如果有好劇本願意出山演戲，但希望以演技為主。
2003年，葉子楣在一次簡單訪問中曾說：「我煩透了以前那種總是要露胸部的日子，現在的生活簡直就是完美，不用趕通告，不用熬夜，不用飛來飛去，讓我很享受。」據她自稱，在澳門有飲食和金融方面的生意，不愁經濟。
葉子楣息影多年，但她的名字仍時有所聞。香港歷史上其中一套最賣座情慾片《玉蒲團之偷情寶鑑》，葉子楣與藝人徐錦江於水桶一幕戲，據說至今也在風月場所多作引用，有風塵女士向報章說：「『落缸』服侍客人前必要參考一下，加上《肉蒲團》本是中國情色文學，記載了很多古代的性風俗和玩意，看罷此片更加獲益良多呢！」

### 個人生活
人们有說她的上圍為36F，另有文章則說她38吋，但由於缺乏第一手的驗證資料，因此難以考據。但葉子楣就曾介紹，多飲木瓜奶，是她健美的秘方；她亦不時提及青木瓜燉鮮魚的健美功效。有評論卻指葉氏的比例誇張嚇人，對她的胸脯的真實性時感疑惑。
在《女机械人》拍摄之初，叶子楣在英国伦敦的保险公司为自己的豪乳投保二百万港元保险，创下了香港自开埠以来破天荒的第一宗“人体保险”。
據傳，有次毛舜筠与葉子楣合作，收工时两人在更衣室换衣服，葉子楣把外衣连内衣一起脱了，让毛舜筠“大饱眼福”。有指葉子楣曾施隆胸手术，胸前留有疤痕。事后，许多人追问毛舜筠，葉子楣身上是否有疤痕，毛舜筠機靈地表示，她非常感谢导演请她拍这套电影，令她看到珍贵的“八百万”。
2011年9月6日，香港三级片一哥曹查理受訪時指出：「葉子楣很聪明，她知道她在电影里面一定要标榜出个人的特色，所以她就把自己塑造成波霸形象，当时没有人这样，所以她红了。她只是卖弄身材，但是不能脱，因为她的胸部是假的。」

### 感情生活
自從1992年與醫生呂錫照交往後，葉子楣逐漸淡出影圈，專心在家當少奶奶，每日定時在寓所樓下放狗，生活簡單寫意。
2018年11月，與她同居多年的呂錫照搭乘飛機赴美國途中，突然心臟病發死亡。

### 衍生相關
在台灣，近年亦有「誰發明波霸奶茶」之爭，波霸奶茶即珍珠奶茶，有說1986年台灣光復節，台南一間叫翰林茶飲店就開始將粉圓加在紅茶裡，當時因為加的是白粉圓，狀似珍珠，才會取名珍珠奶茶。到了1988年，台南海安路一家叫「草蜢」的小販，有感當時女星葉子楣的名氣，於是把內有很多小波波的奶茶取名為「波霸奶茶」，自此傳遍全國、甚至風行美國和加拿大。
由於波霸奶茶名字不雅，在台灣被「珍珠奶茶」取代，但80年代末到北美洲的台灣新移民仍以「波霸奶茶」作號召，加州各地就如雨後春筍般出現「BOBA Tea House」、「BOBA Planet」、「BOBA World」等等茶坊，現時非華裔居民也滿口「BOBA」。他們會用英語向櫃枱的服務生說：「Give me latte, and add some BOBA in, please.」（給我一杯拿铁咖啡，加點「波霸」），波霸成為粉圓的代名詞。
在马来西亚则有「葉子楣大包」，位于吉隆坡蕉賴的葉子楣大包，体积是寻常大包的兩至三倍大。老板劉財旺说，他所制作包点的最大卖点是特大号，有饱足感。
新加坡的「葉子楣大包」曾經惹起「大包鬧雙包」事件，有兩家店舖均堅稱自己才是「正宗葉子楣大包」。有趣的是，「葉子楣」已成為公用名字，普遍認為難以追溯源頭。

## 電影
- 1988年:《奸人本色》（立人公司出品，导演潘文杰，主演许冠英、董骠）电影处女作
- 1988年:《霸王花之中華警花》
- 1989年:《神勇飛虎霸王花》（飾 Susanna）
- 1989年:《奇蹟》 （客串）
- 1989年:《富貴開心鬼》 （飾 波波）
- 1989年:《鬼媾人》
- 1990年:《監獄不設防》 （飾 女囚）
- 1990年:《聊齋艷譚》 ，大路电影制作有限公司（嘉禾的卫星公司）（饰 花花）III级片处女作，约定只裸身不露点。成名作。
- 1990年:《師兄撞鬼》 （客串 警官）
- 1990年:《救命宣言》 （飾 咪咪）
- 1990年:《屍家重地》 （飾 阿媚）
- 1990年:《天師捉姦》 （飾 飄紅）
- 1990年:《妓女警察》
- 1990年:《嘩鬼住正隔籬》 （飾 曾碧波）
- 1991年:《龍的傳人》（客串）
- 1991年:《聊齋艷譚續集五通神》 （飾 狐仙）
- 1991年:《千王》 （飾 葉咪咪）
- 1991年:《情聖》 （飾 Apple）
- 1991年:《女機械人》 （飾 安妮）
- 1991年:《玉蒲團之偷情寶鑑》 （飾 玉香）
- 1991年:《夜生活女王霞姐傳奇》 （飾 阿霞）
- 1991年:《跛豪》 （飾 楣楣）
- 1991年:《龍的傅人》 （客串 髮型屋老闆）
- 1991年:《千王1991》 （飾 葉莉莉）
- 1991年:《老表發錢寒》（葉綠素）
- 1991年:《殭屍福星仔》
- 1991年:《著牛仔褲的鍾馗》（客串）
- 1992年:《五湖四海》（銀姐）
- 1992年:《特區愛奴》
- 1992年:《龍貓燒鬚》
- 1992年:《廟街十二少》
- 1992年:《不文騷》 （飾 小楣）
- 1994年:《地下裁決》

## 電視
- 1985年:亞洲電視《王昭君》飾 春桃
- 1985年:亞洲電視《天涯明月刀》
- 1985年:亞洲電視《三世人》飾 細玲
- 1986年:亞洲電視《白髮魔女傳》飾 孟秋霞
- 1986年:亞洲電視《九月鷹飛》飾 心姑
- 1986年:亞洲電視《胭脂淚》飾 Ellen
- 1986年:亞洲電視《濟公活佛》飾 蛇妖
- 1987年:亞洲電視《紅塵》 飾 梅淑玲
- 1987年:亞洲電視《清末四大奇案之太原奇案》飾 張金姑
- 1987年:亞洲電視《香港情》
- 1991年:無綫電視《三八佳人》飾 易婉文/許艷麗 （第一女主角）

## 唱片
- 1992年:《十分坦白》